# Herrarnas längdhopp vid världsmästerskapen i friidrott 2022
Herrarnas längdhopp vid världsmästerskapen i friidrott 2022 avgjordes mellan den 15 och 16 juli 2022 på Hayward Field i Eugene i USA.
Kinesiska Wang Jianan tog guld efter ett hopp på 8,36 meter. Silvret togs av grekiska Miltiadis Tentoglou och bronset togs av schweiziska Simon Ehammer.

## Rekord
Innan tävlingens start fanns följande rekord:
| Rekord                                         | Idrottare                         | Distans | Plats                           | Datum           |
| ---------------------------------------------- | --------------------------------- | ------- | ------------------------------- | --------------- |
| Världsrekord                                   | Mike Powell (USA)                 | 8,95 m  | Tokyo, Japan                    | 30 augusti 1991 |
| Mästerskapsrekord                              | Mike Powell (USA)                 | 8,95 m  | Tokyo, Japan                    | 30 augusti 1991 |
| Världsårsbästa                                 | Simon Ehammer (SUI)               | 8,45 m  | Götzis, Österrike               | 28 maj 2022     |
| Afrikanskt rekord                              | Luvo Manyonga (RSA)               | 8,65 m  | Potchefstroom, Sydafrika        | 22 april 2017   |
| Asiatiskt rekord                               | Mohamed Salman Al-Khuwalidi (KSA) | 8,48 m  | Sotteville-lès-Rouen, Frankrike | 2 juli 2006     |
| Nord-, centralamerikanskt och karibiskt rekord | Mike Powell (USA)                 | 8,95 m  | Tokyo, Japan                    | 30 augusti 1991 |
| Sydamerikanskt rekord                          | Irving Saladino (PAN)             | 8,73 m  | Hengelo, Nederländerna          | 24 maj 2008     |
| Europeiskt rekord                              | Robert Emmijan (URS)              | 8,86 m  | Tsaghkadzor, Sovjetunionen      | 22 maj 1987     |
| Oceaniskt rekord                               | Mitchell Watt (AUS)               | 8,54 m  | Stockholm, Sverige              | 29 juli 2011    |

## Program
Alla tider är lokal tid (UTC−7).
| Datum   | Tid   | Omgång |
| ------- | ----- | ------ |
| 15 juli | 18:00 | Kval   |
| 16 juli | 18:20 | Final  |

## Resultat

### Kval
Kvalregler: Hopp på minst 8,15 meter 0Q0 eller de 12 friidrottare med längst hopp 0q0 gick vidare till finalen.
| Placering | Grupp | Namn                      | Nationalitet | Omgång | Omgång | Omgång | Distans            | Noteringar         |
| Placering | Grupp | Namn                      | Nationalitet | 1      | 2      | 3      | Distans            | Noteringar         |
| --------- | ----- | ------------------------- | ------------ | ------ | ------ | ------ | ------------------ | ------------------ |
| 1         | A     | Yuki Hashioka             | Japan        | x      | 8,18 m |        | 8,18 m             | 0Q0                |
| 2         | A     | Marquis Dendy             | USA          | 7,80 m | 8,02 m | 8,16 m | 8,16 m             | 0Q0                |
| 3         | A     | Thobias Montler           | Sverige      | x      | 7,83 m | 8,10 m | 8,10 m             | 0q0                |
| 4         | A     | Simon Ehammer             | Schweiz      | x      | 7,90 m | 8,09 m | 8,09 m             | 0q0                |
| 5         | B     | Miltiadis Tentoglou       | Grekland     | 8,03 m | x      | x      | 8,03 m             | 0q0                |
| 5         | A     | Eusebio Cáceres           | Spanien      | x      | x      | 8,03 m | 8,03 m             | 0q0                |
| 7         | B     | Murali Sreeshankar        | Indien       | 7,86 m | 8,00 m | x      | 8,00 m             | 0q0                |
| 8         | A     | Henry Frayne              | Australien   | 7,99 m | x      |        | 7,99 m             | 0q0                |
| 9         | A     | Wayne Pinnock             | Jamaica      | 7,74 m | 7,98 m | x      | 7,98 m             | 0q0                |
| 10        | B     | Wang Jianan               | Kina         | 7,98 m | x      | 7,69 m | 7,98 m             | 0q0                |
| 11        | B     | Steffin McCarter          | USA          | 7,94 m | x      | 7,93 m | 7,94 m             | 0q0                |
| 12        | B     | Maykel Massó              | Kuba         | x      | 7,93 m | 7,60 m | 7,93 m             | 0q0                |
| 13        | B     | Emiliano Lasa             | Uruguay      | 7,89 m | 7,82 m | x      | 7,89 m             |                    |
| 14        | B     | Radek Juška               | Tjeckien     | x      | x      | 7,87 m | 7,87 m             |                    |
| 15        | A     | Ruswahl Samaai            | Sydafrika    | 6,34 m | 7,86 m | x      | 7,86 m             | 0SB0               |
| 16        | B     | Christopher Mitrevski     | Australien   | 7,79 m | 7,57 m | 7,83 m | 7,83 m             |                    |
| 17        | B     | William Williams          | USA          | 7,83 m | 7,53 m | 7,74 m | 7,83 m             |                    |
| 18        | B     | LaQuan Nairn              | Bahamas      | 7,80 m | x      | 7,80 m | 7,80 m             |                    |
| 19        | B     | Jovan van Vuuren          | Sydafrika    | 7,80 m | x      | 7,50 m | 7,80 m             |                    |
| 20        | A     | Jeswin Aldrin             | Indien       | x      | x      | 7,79 m | 7,79 m             |                    |
| 21        | B     | Natsuki Yamakawa          | Japan        | 7,50 m | 7,72 m | 7,75 m | 7,75 m             |                    |
| 22        | A     | Huang Changzhou           | Kina         | 7,59 m | 7,75 m | 7,68 m | 7,75 m             |                    |
| 23        | A     | Muhammed Anees Yahiya     | Indien       | 7,19 m | 7,73 m | 7,58 m | 7,73 m             |                    |
| 24        | B     | Tristan James             | Dominica     | x      | 7,72 m | 7,59 m | 7,72 m             |                    |
| 25        | A     | José Luis Mandros         | Peru         | x      | 7,71 m | x      | 7,71 m             |                    |
| 26        | A     | Kristian Pulli            | Finland      | 7,55 m | 7,56 m | 7,31 m | 7,56 m             |                    |
| 27        | A     | Samory Fraga              | Brasilien    | x      | 7,51 m | 6,77 m | 7,51 m             |                    |
| 28        | A     | Salim Saleh Mus Al Yarabi | Oman         | x      | 7,43 m | 7,29 m | 7,43 m             |                    |
| 29        | B     | Benjamin Gföhler          | Schweiz      | 7,41 m | 7,39 m | 7,40 m | 7,41 m             |                    |
|           | A     | Cheswill Johnson          | Sydafrika    | x      | x      | x      | Inget giltigt hopp | Inget giltigt hopp |
|           | B     | Héctor Santos             | Spanien      | x      | x      | x      | Inget giltigt hopp | Inget giltigt hopp |
|           | B     | Tajay Gayle               | Jamaica      | x      | x      | x      | Inget giltigt hopp | Inget giltigt hopp |

### Final
Finalen startade den 16 juli klockan 18:20.
| Placering | Namn                | Nationalitet | Omgång | Omgång | Omgång | Omgång | Omgång | Omgång | Distans | Noteringar |
| Placering | Namn                | Nationalitet | 1      | 2      | 3      | 4      | 5      | 6      | Distans | Noteringar |
| --------- | ------------------- | ------------ | ------ | ------ | ------ | ------ | ------ | ------ | ------- | ---------- |
| 1         | Wang Jianan         | Kina         | 7,94 m | x      | 8,03 m | x      | 8,03 m | 8,36 m | 8,36 m  | 0SB0       |
| 2         | Miltiadis Tentoglou | Grekland     | x      | 8,30 m | 8,29 m | 8,24 m | 8,32 m | 8,20 m | 8,32 m  |            |
| 3         | Simon Ehammer       | Schweiz      | 6,42 m | 8,16 m | 7,78 m | x      | x      | 7,94 m | 8,16 m  |            |
| 4         | Maykel Massó        | Kuba         | x      | 8,15 m | x      | 7,79 m | 8,02 m | 7,88 m | 8,15 m  | 0SB0       |
| 5         | Steffin McCarter    | USA          | 7,87 m | 8,04 m | x      | 7,88 m | 7,87 m | x      | 8,04 m  |            |
| 6         | Marquis Dendy       | USA          | x      | 8,02 m | 7,98 m | x      | x      | x      | 8,02 m  |            |
| 7         | Murali Sreeshankar  | Indien       | 7,96 m | x      | x      | 7,89 m | x      | 7,83 m | 7,96 m  |            |
| 8         | Eusebio Cáceres     | Spanien      | 7,91 m | x      | 7,93 m | x      | x      | x      | 7,93 m  |            |
| 9         | Wayne Pinnock       | Jamaica      | 7,33 m | 7,88 m | 7,84 m |        |        |        | 7,88 m  |            |
| 10        | Yuki Hashioka       | Japan        | x      | x      | 7,86 m |        |        |        | 7,86 m  |            |
| 11        | Thobias Montler     | Sverige      | 6,12 m | 7,74 m | 7,81 m |        |        |        | 7,81 m  |            |
| 12        | Henry Frayne        | Australien   | x      | 7,80 m | x      |        |        |        | 7,80 m  |            |